# Хелзинкски комитет за защита правата и свободите на българите в Сърбия
Хелзинкският комитет за защита правата и свободите на българите в Сърбия (на сръбски: Хелсиншки одбор права и слободи Бугара у Србији или Helsinški odbor prava i slobodi Bugara u Srbiji) е неправителствена организация, регистрирана през 1997 г. в Министерството на правосъдието на Съюзна република Югославия.
Организацията е създадена с цел да наблюдава и проучва състоянието на човешките права на територията на Сърбия (тогава съставна част от Съюзна република Югославия) и по-специално правата и свободите на българското малцинство в Сърбия. Председател на комитета е Зденка Тодорова.
Основните цели на организацията са защита на европейските ценности, свободата на мисълта и словото, еднаквата защита на гражданите от страна на закона, както и развитото гражданско общество. В рамките на нейната дейност влиза изготвянето на месечни, периодични и годишни доклади за състоянието на човешките права на българското малцинство в Сърбия. В рамките на тези наблюдения влизат провеждането на конференции и „кръгли маси“ по отделни проблеми на малцинството, както и публикуването на тематични бюлетини и друг печатен материал на български език.